# Archoleptoneta gertschi
Archoleptoneta gertschi is een spinnensoort uit de familie Archoleptonetidae. De wetenschappelijke naam van de soort werd voor het eerst geldig gepubliceerd in 2010 door Ledford en Griswold.
De soort komt voor in de Verenigde Staten.